# David Katoatau
David Katoatau, né le 17 juillet 1984 à Nonouti, est un haltérophile kiribatien.
Il se met à l'haltérophilie en 2000 à Nauru, épaulé par le multiple champion nauruan Marcus Stephen,.
Il est le porte-drapeau de la délégation kiribatienne aux Jeux olympiques de 2008 et de 2012, ainsi qu'aux Jeux du Commonwealth de 2010 et de 2014. Il est le premier athlète kiribatien (tous sports confondus) à se qualifier au mérite pour des Jeux olympiques, en 2012. Aux Jeux du Commonwealth de 2014, il remporte la médaille d'or dans la catégorie des 105 kg, soulevant 194 kg à l'arraché et 200 kg à l'épaulé-jeté, conférant ainsi aux Kiribati leur toute première médaille (toutes couleurs confondues) de l'histoire des Jeux,. 
Il se qualifie à nouveau pour représenter les Kiribati aux Jeux olympiques d'été de 2016, où il est à nouveau porte-drapeau, dans la catégorie des plus de 105 kg. À Rio, ses danses et sa joie de vivre à l'issue de chaque épreuve ont marqué les médias.